# 山地战

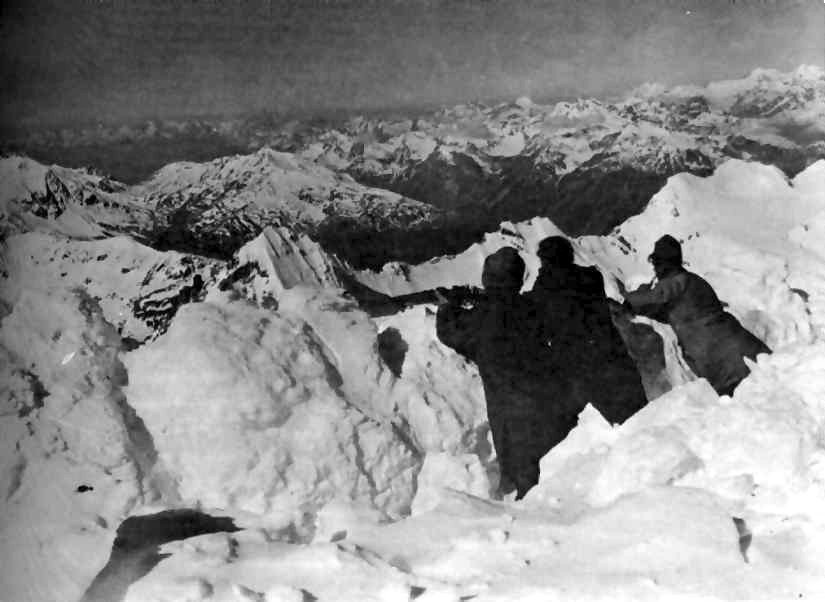
一战中的奥匈帝国士兵在阿尔卑斯山区作战

山地战，是指在高山或类似复杂地形下进行的作战。山地战是最危险的作战形式之一，战斗人员既要和敌军交战，同时也要对抗极端的天候和危险的地形。高山在任何时候都是危险的，山体滑坡、严寒、强风、闪电等等情况都会对战斗人员造成额外的威胁，在某些连驮畜都难以通过的陡峭斜坡上的行军、运输、医疗后送等等都势必消耗大量的资源。在战斗中，夺取制高点将给进攻或防御提供极大的优势。在山地战斗中，要攻击一支有准备的防御部队，进攻方必须投入比平地作战多得多的兵力。

## 历史

### 早期历史
最早的山地战大约出现在中世纪时期。欧洲的君主国军队发现他们与阿尔卑斯山区的瑞士军队作战极其艰难。这是因为瑞士人总能以较小的作战单位和有利的地形来对抗他们庞大但运转不灵的军队。这种战斗方式随后成为欧洲游击战的一种常见形式。

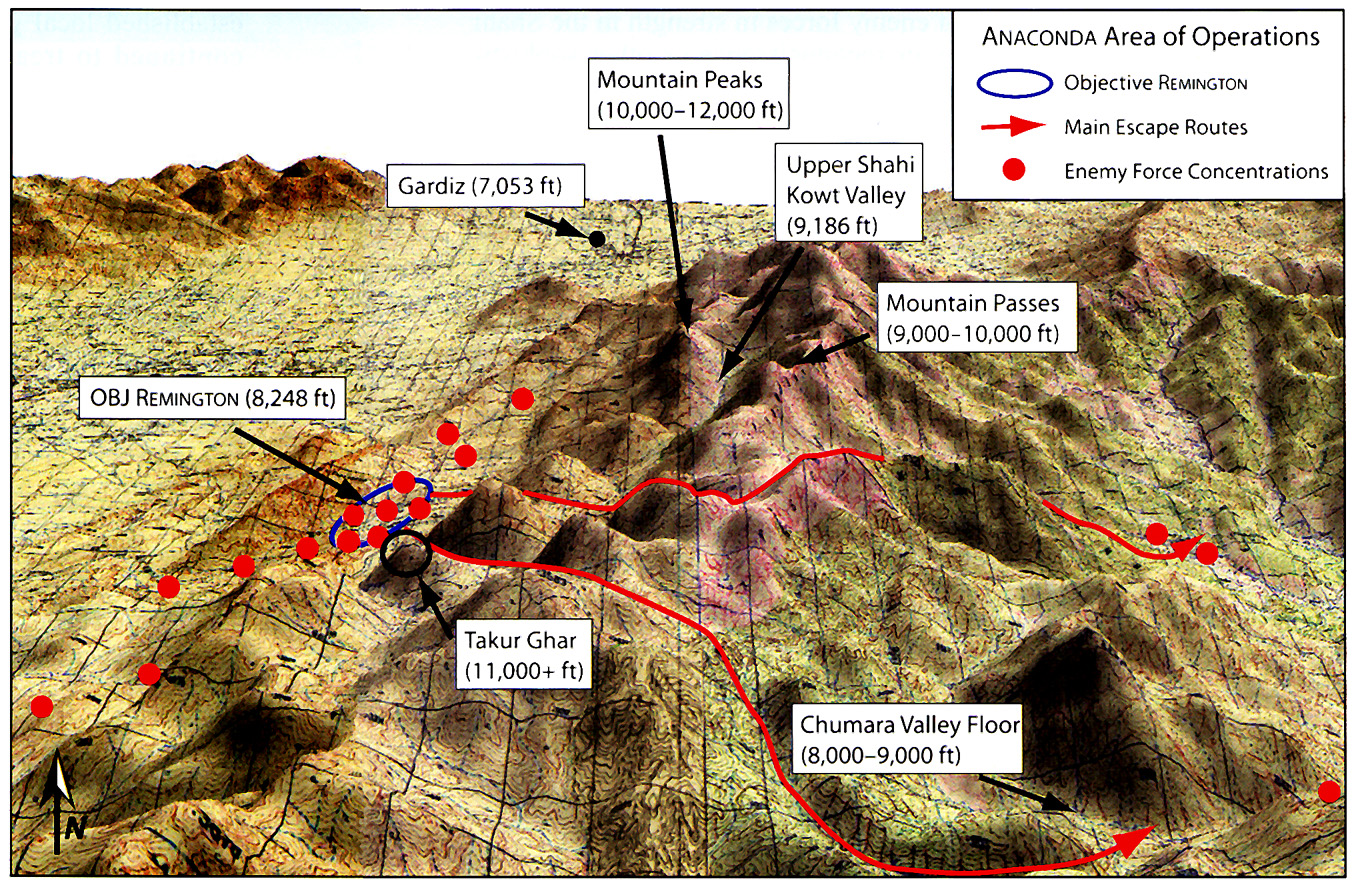
美軍阿富汗一場山地戰的戰術

### 第一次世界大战
一战中，部份參戰國拥有山地师這種部隊，不過這些部隊從未接受戰鬥洗禮，而是在大戰戰場上確認部隊的實戰成效。奥匈帝国利用地形优势击退了进犯的意大利军队，而事实上大部分意大利人是被冻伤和雪崩击败的。1918年夏天在意大利前线进行的圣马特奥战役是整个战争中海拔最高的战役（3678米）。 1914年12月，土耳其最高指挥官埃文帕夏指挥95000~190000人的军队在高加索地区对沙皇俄国发动进攻，由于坚持在深冬季节向俄军的山区阵地发动正面进攻，最终土军遭到惨败，损失兵力超过80%。

### 第二次世界大战
二战中，德国的陆军和武裝親衛隊拥有当时世界上建制最完善的山地步兵师（Gebirgsjäger Division）。他们以骡子为主要的交通运输工具，装备的自动武器数量少于普通步兵师，但是却配备较多的机枪子弹。德国在波兰、拉普兰、高加索地区、克里特岛和孚日地区的战斗中都大量使用了山地步兵。

### 克什米尔冲突
印度和巴基斯坦之间的克什米尔地区恐怕是世界上最动荡和冲突频发的山区。自1947年两国分别独立以来，一直围绕这一多山地区冲突不断。但当时两国军队装备低劣，根本无力在这个世界最高的山区进行像样的战斗，印巴之间的战斗随后主要都在山谷中进行。直到1999年的卡吉尔战争改变了这一切。印巴双方在海拔7000米以上的山峰上交火，印军依靠炮兵和空军的支援，对抗巴军的渗透部队。这成为了现代战争史上海拔高度最高的战斗。

### 阿富汗戰爭（2001）
阿富汗沙漠山區地形成為戰爭重點，例如著名森蚺行動中美軍的衛星照片情報顯示蓋達組織士兵在Gardez山西面高2740公尺的山脈中出沒，特戰部隊（SOF）又稱戰略偵察隊（Strategic Reconnaissane）稱該區為「雷明登屏障」，展開森蚺行動（Operation Anaconda）剿滅山區。該行動中美軍採用了包圍戰術，首先派兵佔領山谷的有利位置及阻止敵軍四處逃竄，再陸空合擊山谷北端掃蕩敵軍。整個行動從2002年3月3日到3月19日結束。

## 训练
山地作战训练一般来说是陆军训练科目中最艰苦和最危险的。在世界许多国家都是由特种部队或专门的山地步兵部队来接受这一训练，因为只有他们需要在这类地形下执行作战任务。然而有些多山国家的常规步兵部队也会接受类似性质的训练，虽然其训练强度可能逊于前者。

## 外部連結
- Mountain Combat World War II Militaria: Combat Lessons
- High Altitude Warfare School Of the Indian Army
- Mountain War in World War I The war in the Italian Dolomites (italian)
- Official Italian Army website page on Alpine Troops Command
- Official page of 11th Mountain Infantry Battalion (Brazil)  （页面存档备份，存于）